# 澳門教育
澳門最早的西式學堂（亦為全中國首間西式學堂）為十九世初位於澳門半島沙梨頭的馬禮遜學堂，其後在鴉片戰爭後結束並遷往香港。
澳門早期的教育分為兩個流派：源自耶穌會的西式天主教教育及中式啟蒙教育。後來澳葡政府受法國公立教育影響，開始設立公立中學。華人亦於十九世紀末期開始開辦近代化學校。
澳門最早的大學為聖保祿學院，後因十八世紀反耶穌會風潮而停止運作，所以在1980年代、東亞大學建立以前，澳門的中學畢業生多要到外地升學。
截至2022-2023學年，澳門設有非高等教育學校75所，共115個校部。屬正規教育的108個校部中，共有105個校部納入免費教育學校系統。共有學生接近8.7萬人，包含幼兒學生1.7萬人、小學學生3.8萬人、中學學生3.1萬人。而教師數目則有近8千人。

## 非高等教育
澳門負責非高等教育的部門是教育及青年發展局（DSEDJ）。在澳門，大部份學校都是私立的，主要由教會或社會團體管理。所有政府學校都強調三文四語（三文：中文、英文和葡文；四語：粵語、普通話、英語及葡語）教育。主流的澳門學校是文法學校，教授語言、數學、科學科目和社會科目。澳門只有少量職業學校，教授職業性科目如汽車維修、電子工程等。

### 語言
不論回歸前後，粵語均為主要教學語言，尤其於幼兒及初等教育階段。中等教育方面，澳門存在中文中學（以粵語進行教學）、英文中學（以英語進行教學），或同時存在以粵語進行教學的中文部及以英語進行教學的英文部。在1999年澳門政權移交前，不少境內學校都以葡萄牙語為主要教學語言，但現時只有一所葡萄牙語中學。而不論以粵語、英語或葡語為主要教學語言，粵語及英語為必要語言課，另外有少數中學會教授其他語言如法語、日語、韓語等。

### 電腦
由1980年代開始，個人電腦開始在澳門出現。一些中學也開始有電腦課開設。當時使用的電腦多數是Apple II+或TRS-80等電腦。
由於電腦的處理能力有限，早期的中學電腦課多教授BASIC程序設計。當時的電腦愛好者多數是程序編寫員或是遊戲玩家。之後也設有中文輸入法及LOGO等課程。中文輸入法以台灣的倉頡輸入法為主，而隨著電腦中文化後，學校也開設簡單的文字處理課程；例如PE II、慧星一號等。
隨著電腦開始普及，編程課開始各自發展，例如改用Pascal、C、Java等電腦語言。
隨著作業系統的改變，由DOS到Windows；很多文書處理工具變成可見即得，澳門的電腦教學內容也有了轉變，較偏重應用軟件類，例如Microsoft Office系列軟件。圖像處理方面的教學用軟件為Ulead PhotoImpact，而大專學院所教的圖像軟件為Adobe Photoshop或後期製作軟件為After Effects。

### 學制
根據第9/2006號法律《非高等教育制度綱要法》，澳門教育類別分為“正規教育”和“持續教育”。“正規教育”為三年學制的幼兒教育（原為小學預備班）、六年學制的小學教育、三年學制的初中教育，以及三年學制的高中教育（高中教育原為兩年或三年學制），共15年正規教育。以上學制即為“本地學制”。而“持續教育”則可細分為家庭教育、回歸教育、社區教育和職業培訓。不實行本地學制的學校即為“非本地學制”學校，不能接受政府的免費教育補助。
澳門政府對納入公共教育網的學校（包括非牟利並實行本地學制的私校）實行推行十五年由幼兒教育至高中的免費教育。“免費教育”包括學生免繳學費、補充服務費及其他與報名、就讀、證書有關的費用。
文理分科：澳門大部份的學校會將高中分為文科和理科，有些學校亦提供商科和職業科目。分科年級則不定，由學校自行安排。

### 升學
在高中畢業後，澳門學生若要入讀高等院校，一般要參與本地的四校聯考、中國內地的暨大華大兩校聯招考試、全國聯招考試（港澳台僑聯招），或英國的普通教育文憑試（GCE）、美國的SAT考試等。當中亦有部份在學術或其他方面有出色表現的學生，獲豁免全部或部份入學測試，或以學校保送生的方式入讀大學。

### 教育工具
自2010年7月7日起，全澳大部分中小學應教青局推薦，全澳實行網上閱讀計劃。其中包括：中文、葡文及英文網上閱讀計劃。一個一站式的教育資訊平臺。為學校、教師、學生、家長提供全面的教與學的新鮮資訊及應用，以配合教與學數碼化發展的新趨勢。

### 課程
以下是根據第15/2014號行政法規《本地學制正規教育課程框架》而定，「第一語文（教學語文）」或「第二語文」是指中文、英文或葡文。

| 學習領域 | 健康與體育       |
| 學習領域 | 語言             |
| 學習領域 | 個人、社會與人文 |
| 學習領域 | 數學與科學       |
| 學習領域 | 藝術             |

| 學習領域         | 科目                 |
| ---------------- | -------------------- |
| 語言與文學       | 第一語文（教學語文） |
| 語言與文學       | 第二語文             |
| 數學             |                      |
| 個人、社會與人文 | 品德與公民           |
| 個人、社會與人文 | 常識                 |
| 科學與科技       |                      |
| 資訊科技         |                      |
| 體育與健康       |                      |
| 藝術             | 視覺藝術             |
| 藝術             | 音樂                 |
| 藝術             | 舞蹈                 |
| 藝術             | 戲劇                 |
| 其他科目         |                      |

| 學習領域         | 科目                         |
| ---------------- | ---------------------------- |
| 語言與文學       | 第一語文（教學語文）         |
| 語言與文學       | 第二語文                     |
| 數學             |                              |
| 個人、社會與人文 | 品德與公民                   |
| 個人、社會與人文 | 地理                         |
| 個人、社會與人文 | 歷史                         |
| 科學與科技       | 自然科學（生物、物理、化學） |
| 科學與科技       | 資訊科技                     |
| 體育與健康       |                              |
| 藝術             | 視覺藝術                     |
| 藝術             | 音樂                         |
| 藝術             | 舞蹈                         |
| 藝術             | 戲劇                         |
| 其他科目         |                              |

|      | 學習領域                     | 科目                         |
| ---- | ---------------------------- | ---------------------------- |
| 必修 | 語言與文學                   | 第一語文（教學語文）         |
| 必修 | 語言與文學                   | 第二語文                     |
| 必修 | 數學                         |                              |
| 必修 | 個人、社會與人文             | 品德與公民                   |
| 必修 | 個人、社會與人文             | 地理                         |
| 必修 | 個人、社會與人文             | 歷史                         |
| 必修 | 科學與科技                   | 自然科學（生物、物理、化學） |
| 必修 | 科學與科技                   | 資訊科技                     |
| 必修 | 體育與健康                   |                              |
| 必修 | 藝術                         | 視覺藝術                     |
| 必修 | 藝術                         | 音樂                         |
| 必修 | 藝術                         | 舞蹈                         |
| 必修 | 藝術                         | 戲劇                         |
| 必修 | 其他科目                     |                              |
| 選修 | 語言、社會與人文及經濟類科目 | 語言、社會與人文及經濟類科目 |
| 選修 | 數學及自然科學類科目         |                              |
| 選修 | 體育及藝術類科目             |                              |
| 選修 | 技能導向教育科目             |                              |

以下科目是根據第54/96/M號法令之課程組織而定，目前被第22/2021號行政法規《非高等教育職業技術教育制度》替代。「教學語文」或「第二語文」是指中文、英文或葡文。目前職業技術課程只會在高中開設：

| - 教學語言(發展水準) - 教學語言(一般水準) - 第二語言 - 數學(發展水準) - 數學(一般水準) - 體育 - 德育 - 道德教育 - 公民教育 - 宗教教育 - 電腦 - 人文及社會經濟學科 - 外語(第三語言) - 文學 - 中國文學 - 歷史 - 中國歷史 - 社會 - 經濟 - 地理 - 科學及技術學科 - 物理 - 化學 - 生物 - 繪圖及立體幾何學 - 科技 | - 藝術 - 音樂 - 造型藝術 - 藝術史 - 設計 - 其他科目 - 衛生及運動 - 工業科技 - 技術繪圖 - 工業自動化 - 電工/機械技術 - 電子 - 工業組織及管理 - 電力裝置及技術實踐 - 商業及行政 - 會計及稅務 - 應用數學 - 商業及稅務文件處理與組織 - 企業溝通，商業技巧及公共關係 - 行政及商務實踐 | - 旅遊服務 - 酒店業概論 - 接待、房務、餐廳與烹飪實務 - 旅遊業概論 - 溝通技巧與公共關係 - 境內旅遊 - 境外旅遊 - 資訊及系統管理 - 邏輯入門及組織方法 - 資訊管理系統 - 電腦資訊概念及軟件應用 - 程式語言設計 - 資料結構 - 網路系統 - 電腦結構及基本維修 - 自動控制系統 | - 社會服務 - 社會工作導論 - 心理學導論 - 兒童及青少年輔助服務 - 老人輔助服務 - 澳門社會及提供社會援助的機構 - 輔導技巧 - 康復服務 - 活動策劃 - 武術 - 少林傳統功夫 - 套路武術 - 軟硬兵器基礎入門 - 運動理論及實踐 | - 服裝製作及設計課程 - 紙樣及裁床 - 成衣製作 - 時裝設計 - 成衣業實用知識 - 平面設計 - 藝術史及設計史 - 描繪及擠畫 - 設計原理及色彩學 - 攝影基礎 - 印刷輸出與廣告設計 - 專業實習 |

### 非高等等教育體系
根據第28/2020號行政法規《本地學制正規教育學生評核制度》第十一條（留級）規定，所有澳門學校從2021/2022學年起，不得要求小一至小四年級學生留級，小五至小六年級的整體留級率不得超過4%，初中教育階段的整體留級率不得超過8%，但學校有權根據《本地學制正規教育學生評核制度》第十二條（特殊情況的留級）按以下情況向教育及青年發展局申請安排學生留級：
- 家長與學校均認同安排學生留級符合其學習發展；
- 學生的出席率未達校本學生評核規章的規定。

與此同時，根據第28/2020號行政法規《本地學制正規教育學生評核制度》第十條（跳級）規定，部分學生有權按以下情況向學校提出跳級申請，因此部分學校設有“跳級”制度：
- 具職權的公共部門或其指定的實體評估為資優的學生；
- 校本學生評核規章規定具備跳級資格的學生。

### 學校
2022/2023學年起，教育及青年發展局對其轄下公立學校進行整合：
- 北區中葡小學、樂富中葡幼稚園將合併至中葡職業技術學校；
- 二龍喉中葡小學校舍發展為澳門區「一條龍」公立特殊教育學校（二龍喉公立學校）；
- 原有二龍喉中葡小學的學生將銜接到就近的高美士中葡學校新增設的幼兒、小學葡文部和就近的何東中葡小學；
- 路環中葡小學將合併至石排灣公立學校。

以下是澳門政府核准開辦的非高等教育學校（按澳門教育及青年發展局排序，除注明外一般學校授課語言為中文，學費為免費）包括：
| 名稱                       | 地區      | 校部總數 | 教學程度 | 教學程度 | 教學程度 | 教學程度 | 辦學模式       | 備注 |
| 名稱                       | 地區      | 校部總數 | 幼       | 小       | 初中     | 高中     | 辦學模式       | 備注 |
| -------------------------- | --------- | -------- | -------- | -------- | -------- | -------- | -------------- | --- |
| 下環浸會學校               | 澳門      | 1        |          |          |          |          | 基督教         | |
| 中葡職業技術學校           | 澳門      | 2        |          |          |          |          | 公立           | 分日夜間部。2022/2023學年新增幼兒教育、小學教育以及特殊教育。 |
| 九澳聖若瑟學校             | 路環      | 1        |          |          |          |          | 天主教         | |
| 二龍喉公立學校             | 澳門      | 1        |          |          |          |          | 公立           | 特殊教育 |
| 何東中葡小學               | 澳門      | 2        |          |          |          |          | 公立           | 分日夜間部 |
| 利瑪竇中學                 | 澳門      | 2        |          |          |          |          | 天主教         | |
| 創新中學                   | 澳門      | 1        |          |          |          |          | 其他           | 分日夜間部及職中課程，非免費教育 |
| 勞校中學                   | 澳門      | 3        |          |          |          |          | 親中團體       | 時任中共中央總書記、國家主席胡錦濤曾探訪該校。 原名為「勞工子弟學校」，2020/2021學年更名爲「勞校中學」。                                                           |
| 化地瑪聖母女子學校         | 澳門      | 1        |          |          |          |          | 天主教         | 女校 |
| 協同特殊教育學校           | 澳門      | 1        |          |          |          |          | 基督教         | |
| 同善堂中學                 | 澳門      | 2        |          |          |          |          | 親中慈善團體   | |
| 澳門中華總商會附設商訓學校 | 澳門      | 2        |          |          |          |          | 親中團體       | 原名為“商訓夜中學”，2024/2025學年新增正規教育後更名爲「澳門中華總商會附設商訓學校」。夜間部不納入免費教育。                                                        |
| 啟智學校                   | 澳門      | 1        |          |          |          |          | 慈善團體       | |
| 嘉諾撒聖心中學             | 澳門      | 2        |          |          |          |          | 天主教         | |
| 嘉諾撒聖心英文中學         | 澳門      | 1        |          |          |          |          | 天主教         | 英文女校 |
| 培正中學                   | 澳門/路環 | 2        |          |          |          |          | 親中團體       | 有基督教信仰，非免費教育 |
| 培華中學                   | 氹仔      | 2        |          |          |          |          | 親中團體       | |
| 培道中學                   | 澳門/氹仔 | 4        |          |          |          |          | 親中團體       | |
| 婦聯學校                   | 澳門      | 1        |          |          |          |          | 親中團體       | 習近平夫人彭麗媛曾探訪該校 |
| 嶺南中學                   | 澳門      | 1        |          |          |          |          | 親中團體       | |
| 庇道學校                   | 澳門      | 1        |          |          |          |          | 天主教慈善團體 | 分日間中英文部及夜間部 |
| 廣大中學                   | 澳門      | 2        |          |          |          |          | 親中團體       | |
| 德明學校                   | 澳門      | 1        |          |          |          |          | 其他           | |
| 慈幼中學                   | 澳門      | 1        |          |          |          |          | 天主教         | 英文男校 |
| 教業中學                   | 澳門      | 3        |          |          |          |          | 親中團體       | |
| 新華夜中學                 | 澳門      | 1        |          |          |          |          | 親中團體       | 只設夜間部，非免費教育 |
| 新華學校                   | 澳門      | 2        |          |          |          |          | 親中團體       | |
| 明愛學校                   | 氹仔      | 1        |          |          |          |          | 天主教慈善團體 | |
| 明愛幼稚園                 | 澳門      | 1        |          |          |          |          | 天主教慈善團體 | |
| 東南學校                   | 澳門      | 2        |          |          |          |          | 親中團體       | |
| 氹仔中葡學校               | 氹仔      | 1        |          |          |          |          | 公立           | 設有特殊教育 |
| 氹仔坊眾學校               | 氹仔      | 1        |          |          |          |          | 親中團體       | |
| 沙梨頭坊眾學校             | 澳門      | 2        |          |          |          |          | 親中團體       | |
| 沙梨頭浸信學校             | 澳門      | 1        |          |          |          |          | 基督教         | |
| 海星中學                   | 澳門      | 2        |          |          |          |          | 天主教         | 分日夜間部 |
| 海暉學校                   | 澳門      | 1        |          |          |          |          | 親中團體       | |
| 澳門三育中學               | 氹仔      | 1        |          |          |          |          | 基督教         | 分中英文部 |
| 澳門中德學校               | 澳門      | 1        |          |          |          |          | 親中團體       | |
| 澳門國際學校               | 氹仔      | 1        |          |          |          |          | 大學團體       | 英文學校，非免費教育 |
| 澳門坊眾學校               | 澳門      | 2        |          |          |          |          | 親中團體       | |
| 澳門大學附屬應用學校       | 氹仔      | 1        |          |          |          |          | 大學團體       | |
| 澳門工聯職業技術中學       | 澳門      | 1        |          |          |          |          | 親中團體       | 分日夜間部 |
| 澳門浸信中學               | 澳門      | 1        |          |          |          |          | 基督教         | |
| 澳門演藝學院               | 澳門      | 2        |          |          |          |          | 公立           | |
| 澳門葡文學校               | 澳門      | 1        |          |          |          |          | 葡人團體       | 葡文學校，非免費教育 |
| 濠江中學                   | 澳門/氹仔 | 4        |          |          |          |          | 親中團體       | 時任中共中央總書記、江澤民曾探訪該校學校本部， 時任中共中央政治局常委、國家副主席曾慶紅曾探訪該校學校本部， 中共中央總書記、國家主席習近平曾探訪該校附屬英才學校。 |
| 石排灣公立學校             | 路環      | 1        |          |          |          |          | 公立           | 2022/2023學年新增中學教育。 |
| 福建學校                   | 澳門      | 1        |          |          |          |          | 親中團體       | |
| 粵華中學                   | 澳門      | 1        |          |          |          |          | 天主教         | 男校，分中英文部 |
| 聖保祿學校                 | 澳門      | 1        |          |          |          |          | 天主教         | |
| 聖公會（澳門）蔡高中學     | 澳門      | 2        |          |          |          |          | 基督教         | 分日夜間部 |
| 聖公會中學（澳門）         | 氹仔      | 1        |          |          |          |          | 基督教         | 英文學校，中學部不納入免費教育 |
| 聖善學校                   | 氹仔      | 1        |          |          |          |          | 天主教         | |
| 聖安東尼幼稚園             | 澳門      | 1        |          |          |          |          | 其他           | 英文學校，非免費教育 |
| 聖家學校                   | 澳門      | 1        |          |          |          |          | 天主教         | |
| 聖德蘭學校                 | 澳門      | 1        |          |          |          |          | 天主教         | |
| 聖瑪大肋納學校             | 澳門      | 2        |          |          |          |          | 天主教         | |
| 聖瑪沙利羅學校             | 澳門      | 1        |          |          |          |          | 天主教         | |
| 聖羅撒女子中學中文部       | 澳門      | 1        |          |          |          |          | 天主教         | 女校 |
| 聖羅撒英文中學             | 澳門      | 1        |          |          |          |          | 天主教         | 英文女校 |
| 聖若瑟教區中學第一至四校   | 澳門      | 4        |          |          |          |          | 天主教         | 分中英文部 |
| 聖若瑟教區中學第五校       | 澳門      | 2        |          |          |          |          | 天主教         | 分中英文部 |
| 聖若瑟教區中學第六校       | 澳門      | 3        |          |          |          |          | 天主教         | 日間分中英文部，夜間部不納入免費教育 |
| 聯國學校                   | 氹仔      | 1        |          |          |          |          | 巴哈伊教       | 英文學校，非免費教育 |
| 菜農子弟學校               | 澳門      | 3        |          |          |          |          | 親中團體       | |
| 蓮峰普濟學校               | 澳門      | 1        |          |          |          |          | 其他           | |
| 鄭觀應公立學校             | 澳門      | 1        |          |          |          |          | 公立           | |
| 鏡平學校                   | 澳門      | 2        |          |          |          |          | 親中團體       | 時任中共中央政治局常委、國務院總理李克強曾探訪該校 |
| 陳瑞祺永援中學             | 澳門      | 1        |          |          |          |          | 天主教         | |
| 陳瑞祺永援中學 (分校)      | 澳門      | 1        |          |          |          |          | 天主教         | 非免費教育 |
| 雷鳴道主教紀念學校         | 路環      | 1        |          |          |          |          | 天主教         | 男校 |
| 澳門中華總商會附設青洲中學 | 澳門      | 1        |          |          |          |          | 親中團體       | 原名為「青洲小學」，2021/2022學年新增中學教育後更名為「青洲中學」。                                                                                                |
| 高美士中葡中學             | 澳門      | 4        |          |          |          |          | 公立           | 日間分中葡文部及夜間部。2022/2023學年新增幼兒教育、小學教育。 |
| 魯彌士主教幼稚園           | 澳門      | 1        |          |          |          |          | 葡人團體       | 葡文學校，非免費教育 |
| 鮑思高粵華小學             | 澳門      | 1        |          |          |          |          | 天主教         | 分中英文部 |

## 高等教育
現時澳門有四所公立高等院校及六所私立高等院校。2021年2月之前澳門的高等教育事宜一直由高等教育局（前高等教育輔助辦公室）負責統籌，及後隨著教育暨青年局與高等教育局合併交由教育及青年發展局接管。

### 澳門與中國內地互認高等教育學歷
澳門政府與中國教育部於2019年簽訂《內地與澳門特別行政區關於相互承認高等教育學歷及學位的備忘錄》，使得澳門和中國內地的高校畢業生能互相到對方的司法管轄區升學，為澳門的高等教育建立新的里程碑。

### 四校聯考
澳門四高校聯合入學考試是澳門三間公立高等院校以及一間私立高等院校現行唯一的評估考試， 用於檢視學生是否有能力入讀澳門大學、澳門理工大學、澳門旅遊大學或者澳門科技大學，但澳門四高校聯合入學考試不是唯一的錄取方式，每一間高校將依照各自特色、報讀要求加入其他考量因素，進行綜合評估。考試一般會於每年三月下旬或四月初舉行。

### 高等院校
| 公立高等院校 - 澳門大學 - 澳門理工大學 - 澳門旅遊大學 - 澳門保安部隊高等學校（只招收澳門永久性居民） | 私立高等院校 - 澳門科技大學 - 澳門城市大學 - 聖若瑟大學 - 澳門鏡湖護理學院 - 澳門管理學院 - 中西創新學院 |

## 澳門的葡文教育問題
葡文是澳門的官方語言，與中文享有同等的法律地位。葡文在葡國統治時期掌管澳門法律、教育、政府文件。葡萄牙語在回歸前地位及重要性很高，甚至大部分法律和官方正式文件都以葡文為主。
主權移交後，葡文在澳門的地位大幅降低，原因主要有以下：
1. 澳門人口大部分為華人，使用葡文的土生葡人僅佔了澳門人口的2%，葡文的流通甚小，推廣的用處不大。
2. 回歸後，澳門只有兩家葡文學校，一般的華人學生均不會就讀葡文學校。
3. 葡文的廣泛性不及英文，葡文只能夠在葡國和葡文國家裏使用，大部分的葡文國家位於非洲和南美洲，那些國家對澳門人來説興趣並不大。
4. 澳門只有兩份葡文報紙和一家葡文電視頻道，葡文對於澳門居民的感染力不大。
5. 由於葡文教育問題，澳門學生的英文水平成爲教育家普遍關注的問題，絕大多數的教育界人士[谁？]認爲教授英語的重要性比葡語為大，因爲教授英文可以提高澳門人在國際上的競爭水平。[來源請求]

不過，葡文是澳門的官方語言，推廣葡語是澳門政府的政策。澳門是使用葡語作爲法定語言的地方，其特殊地位幫助中國與葡語國家的商貿、經濟的來往和提供葡文華人人才有较大作用。